# ريان شاي
ريان شاي (بالإنجليزية: Ryan Shay)‏ هو منافس ألعاب قوى أمريكي، ولد في 4 مايو 1979 في يبسيلانتي في الولايات المتحدة، وتوفي في 3 نوفمبر 2007 في نيويورك في الولايات المتحدة بسبب نوبة قلبية.

## وصلات خارجية
- ريان شاي على موقع الاتحاد الدولي لألعاب القوى (الإنجليزية)